# 3-е Коломенское благочиние
3-е Коломенское благочиние — округ Коломенской епархии Русской православной церкви, объединяющий 16 приходов в юго-восточной части городского округа Коломна Московской области.
Благочинный округа — иерей Виктор Волков, настоятель Богоявленского храма города Коломны.

## История
3-е Коломенское благочиние было образовано 20 мая 2021 года указом митрополита Крутицкого и Коломенского Павла. Ранее приходы входили в состав Коломенского благочиния Московской (областной) епархии.

## Храмы
Приходские:
- Богоявленский храм города Коломна
- Александро-Невский храм деревни Негомож
- Богородицерождественский храм деревни Богородское
- Веденский храм села Чанки
- Воскресенский храм села Васильево
- Казанский храм деревни Грайвороны
- Михаило-Архагельский храм села Коробчеево
- Никольский храм села Горки
- Никольский храм села Дарищи
- Никольский храм села Парфентьево
- Покровский храм села Малое Карасёво
- Троицкий храм села Пирочи
- Троицкий храм села Троицкие Озерки
- Феодоро-Стратилатовский храм села Большое Колычёво
- Христорождественский храм села Апраксино
- Христорождественский храм села Гололобово

Приписные храмы и часовни:
- Иоанно-Предтеченский крестильный храм города Коломны
- Серафимовский храм села Акатьево
- Феодоровский домовой храм города Коломны
- Никольская часовня села Нижнее Хорошово
- Преображенская часовня деревни Хлопна